# Johann Georg Meusel
Johann Georg Meusel (Ebern, 17 marzo 1743 – Erlangen, 19 settembre 1820) è stato un bibliografo e lessicografo tedesco.
Dal 1764 studiò storia e filologia all'Università di Göttingen, dove i suoi insegnanti erano Christian Gottlob Heyne, Johann Christoph Gatterer, Gottfried Achenwall, Georg Christoph Hamberger e Christian Adolph Klotz, quest'ultimo dei quali seguì l'Università di Halle nel 1766. Nel 1768 fu nominato professore di storia all'Università di Erfurt, dove i suoi colleghi comprendevano Karl Friedrich Bahrdt e Christoph Martin Wieland. Dal 1779 fino alla sua morte, fu professore di storia all'Università di Erlangen.

## Opere principali
- Neueste Litteratur der Geschichtskunde (6 volumi, 1778–80).
- Miscellaneen artistischen Innhalts (30 ed., 1779–87).
- Bibliotheca historica (11 volumi, 1782–1804).
- Museum für Künstler und für Kunstliebhaber (18 ed., 1788–94)
- Das gelehrte Teutschland; oder, Lexikon der jetzlebenden teutschen Schriftsteller, con Georg Christoph Hamberger (5 ed., 23 volumi; 1796–1834).
- Leitfaden zur Geschichte der Gelehrsamkeit (3 parti, 1799–1800).
- Lexikon der vom Jahr 1750 bis 1800 verstorbenen teutschen Schriftsteller (15 volumi, 1802–16).
- Lehrbuch der statistik (4 ed., 1817).

Fu editore dei seguenti giornali, Historisch-litterarisches Magazin (1785–86) e Historisch-litterarisch-bibliographisches Magazin (1788–94).